# Rialb (antic municipi)
| \| ← \| 1812 — 1969 \| → \|                   |                    |   |
| Escut d'armes                                 |                    |   |
| Rialp dins de Rialp                           |                    |   |
| Període històric                              | Edat Contemporània |   |
| • Creació del municipi (Constitució de Cadis) | 1812               |   |
| • Annexió de Roní                             |                    |   |
| • Annexió de Surp                             | 1969               |   |
| Altitud                                       | 1.387,8 m          |   |
| Superfície                                    |                    |   |
| • 1969                                        | 28,24 km2          |   |
| • 2011                                        | 28,24 km2          |   |
| Població                                      |                    |   |
| • 2011                                        | 101                |   |
| Densitat                                      | 3,6/km²            |   |
| ←                                             | 1812 — 1969        | → |

L'antic municipi de Rialp era un terme municipal de la comarca del Pallars Sobirà que va ser ampliat el 1969 amb la incorporació del terme municipal de Surp. El municipi de Rialp fou creat el 1812 a partir de les disposicions de la Constitució de Cadis i s'ha mantingut sempre independent. També fou creat el 1812 l'ajuntament de Roní, incorporat a Rialp el 1847.

## Geografia
| Entitat de població | Habitants (2011) |
| ------------------- | ---------------- |
| Beraní              | 8                |
| Rialp               | 497              |
| Roní                | 58               |
| Font: Idescat       |                  |

El terme de Rialp era el més petit, territorialment parlant, dels dos municipis units a l'actual de Rialp, però el més poblat. Amb una extensió de 28,24 km², representava a prop de la meitat del nou terme, de 63,31 km². L'antic terme de Rialp ocupa quasi la meitat meridional de l'actual terme de Rialp. S'articula tot ell a l'esquerra de la Noguera Pallaresa llevat d'un petit territori a la dreta, que inclou poc més que la mateixa vila de Rialp.

### Perímetre de l'antic terme
El terme de Rialp limitava al nord amb el terme municipal de Llavorsí, al nord-oest i oest amb l'antic terme de Surp, al sud-oest amb els antics termes d'Altron i Enviny, al sud amb el de Sort, i al sud-est, est i nord-est, amb el de Soriguera. Comença aquesta descripció al sud-est del terme, en el punt de trobada dels termes de Rialp, Surp i Altron, situat en el Riu de Sant Antoni, a la Roca Roia.

#### Termenal ambAltron(ara,Sort)
Des del punt anterior, la línia de terme entre Altron (ara, Sort) i Rialp s'enfila per la carena de la Roca Roia, en direcció sud-oest, fins a trobar la carretera LV-5223 poc abans de la fita quilomètrica número 3, l'antic Camí de Sort a Altron, on es trobaven els termes d'Altron, Sort i Rialp.

#### Termenal ambEnviny(ara,Sort)
Des del punt anterior, el termenal amb Rialp segueix cap al sud exactament per l'antic Camí de Sort a Altron, coincident quasi exactament amb l'actual carretera LV-5223, justament fins al nord de l'indret denominat l'Hostalet. En aquest punt, a prop i al nord de la Bastida de Sort es trobaven els termes de Rialp, Enviny i Sort.

#### Termenal ambSort
Des del punt anterior, la línia de terme entre Sort i Rialp va a buscar la Noguera Pallaresa, que no travessa del tot, passant pel costat sud de l'Hostalet, i segueix aigües amunt fins al costat nord de la Borda del Fener. En aquest lloc la línia de terme puja de forma abrupta i directa cap a llevant, fins a la Roca Penjada, segueix les Roques de la Bastida cap a l'est-sud-est, fins que arriba a les Collades, a 1.790,5 metres d'altitud. Tot seguit, deixant al sud, en terme de Sort, la Costa Negra, el Bosc de Costa Negra i el Clot Orader, segueix una carena que de primer va cap a l'est i després es va decantant cap al sud-est, fins que, a ponent de l'estació d'esquí de Port-Ainé, a la cota 2.340, troba el triterme entre Sort, Soriguera i Rialp.

#### Termenal ambSoriguera
Des del punt anterior, la línia de terme segueix cap al sud-est fins a un punt a ponent de la Torreta de l'Orri, des d'on, seguint la carena, fa un parell de girades, de primer cap al nord-est i després altre cop cap a l'est, per, sense acabar de pujar al cim de la Torreta de l'Orri, discórrer pel vessant septentrional d'aquesta muntanya entre la cota 2.400 i la 2.350 fins que enllaça amb el Serrat de la Coma del Forn. Aleshores, cap al nord-est, segueix la carena d'aquest serrat fins que arriba a l'extrem superior, meridional, de la Coma del Forn. Aleshores, el termenal gira cap al nord pel vessant oest del Serrat Gros, i, a la cota 2.150, gira cap al nord-oest per, al cap de poc, arribar al lloc on es troben els termes municipals de Soriguera, Rialp i Llavorsí. Aquest tram de termenal fa tot el tomb per la capçalera de la vall on es troba l'Estació d'esquí de Port-Ainé.

#### Termenal ambLlavorsí
Des d'aquest lloc, la línia de terme s'adreça ben recta cap al nord, i baixa per un coster deixant a llevant del Bosc d'Escobet, travessa el lloc de Reguerals i, fent alguna lleu girada a banda i banda seguint la carena, arriba al Planell del Roi. Continua cap al nord, deixant Montenartró a llevant i, sempre carena avall, arriba al Pla de Sant Pere. Sempre cap al nord i per la mateixa carena, girant lleument cap al nord-oest, el termenal baixa fins a trobar el Riu de Santa Magdalena, a la Ribalera. Des d'aquest lloc la línia de terme segueix el riu cap a ponent, aigües avall, fent una gran girada, de primer cap al sud-oest, després cap al nord, deixant les Trulls i les Bordes de Vallespir al sud, més tard la Borda Llauret i el paratge de Vallespir a ponent i la Borda Patxó, el paratge de Magaró i els cims de la Moleta i el Mal Pas a llevant, i, més endavant, la Costa de la Sola de la Sabata i un altre Mal Pas a ponent, i les Malls a llevant. Tot seguit, el Riu de Santa Magdalena s'aboca en la Noguera Pallaresa en el lloc on el riu gira de nord-sud a est-oest, al sud i sota de les Roques de la Ruda i de Marguinelles. Des d'aquest lloc, el termenal segueix les aigües de la Noguera Pallaresa, deixa al nord les Rialeres i les Bordes de Vellànega, on hi havia hagut el monestir de Sant Pere de Vellànega, i, més enlairat, el poble de Sant Romà de Tavèrnoles. Passat aquest lloc es troba l'extrem sud-est del Serrat de Cabanerto, on es troben els termes de Rialp, Llavorsí i l'antic terme de Surp, ara fusionat amb el de Rialp.

#### Termenal amb l'antic terme deSurp(ara,Rialp)
Des del capdavall del Serrat de Cabanerto, el termenal, ja suprimit, amb Surp seguia la Noguera Pallaresa, passant per sota del Pont de Trianís, deixant al nord els paratges de Collegats, lo Matar i Baixants, damunt dels quals es troba el poble de Rodés, els Xalets dels Notaris, a la mateixa vora dreta del riu, l'extrem sud del Serrat des Llaus i del Serrat del Paraís, i al sud els de Moragues, sota el poble de Beraní, les Llaus, el Serrat dels Planells i el Serrat de Colinos, damunt del qual hi ha les església nova i vella de Sant Joan de Colinos i el Càmping Baürsos, aquest darrer a la mateixa riba esquerra de la Noguera Pallaresa. Al cap de poc, al nord de l'ermita de Santa Caterina de Rialb, la Noguera Pallaresa fa una sobtada girada quasi en angle recte, deixant la direcció est-oest per tal d'emprendre la nord-nord-est a sud-sud-oest. Just a l'angle de la girada, el termenal entre Surp i Rialp deixava el riu i anava a cercar l'extrem nord del Raval de Rialp, i, fent la volta pel costat nord i nord-oest de la vila de Rialp, anava a cercar la cota 750 i, seguint, la al sud-oest de Rialp arribava a trobar el Riu de Sant Antoni, en el lloc on es trobaven els termes de Rialp, Surp i Altron, on ha començat aquesta descripció.

## Història
En el cens del 1857 Rialp apareix amb 760 habitants i 172 cèdules personals inscrites, repartides de la manera següent: Beraní, 27 habitants i 6 cèdules; Rialp, 519 i 128; Roni, 214 i 38.
Alcaldes:
- Joan Borrell (1898)